# Xylophagus triangularis
Xylophagus triangularis är en tvåvingeart som beskrevs av Thomas Say 1823. Xylophagus triangularis ingår i släktet Xylophagus och familjen vedflugor.
Artens utbredningsområde är Missouri. Inga underarter finns listade i Catalogue of Life.